# Iglesia de Nuestra Señora de Lourdes (Providence)
El Complejo de la Iglesia de Nuestra Señora de Lourdes es un histórico complejo de iglesias católicas en 901-903 Atwells Avenue en la ciudad de Providence, la capital del estado de Rhode Island (Estados Unidos). Pertenece a la Diócesis de Providence.

## Descripción
Nuestra Señora de Lourdes consta de cuatro edificios: una iglesia, rectoría, escuela y convento. La iglesia es una estructura de estructura de acero revestida de ladrillo, diseñada por Ambrose Murphy y construida en 1925. La rectoría es una estructura de ladrillo de dos pisos con techo a cuatro aguas; fue construido en 1912. La rectoría original, construida en 1905 según un diseño de Walter Fontaine, se convirtió para su uso como convento cuando se construyó la nueva rectoría. El edificio de la escuela, también construido en 1905 con un diseño de Fontaine, es la estructura más grande del complejo y originalmente sirvió como escuela e iglesia hasta que la población estudiantil creció demasiado para las instalaciones educativas.
El complejo fue incluido en el Registro Nacional de Lugares Históricos en 1990.